# Агіоргітико
Агіоргітіко (грец: Αγιωργίτικο) — сорт винограду, який використовується для отримання однойменного грецького червоного вина. Сорт агіоргітіко у 2012 році був найбільш висадженим сортом винограду в Греції, після сорту Сіномавро. Сорт традиційно вирощується в громаді Немея на Пелопоннесі, але зустрічається по всій країні, включаючи райони Аттики та Македонії.
Цей сорт є одним з найважливіших у комерційному плані корінних грецьких сортів. Він може мати широкий спектр характеристик: від дуже м'якого до високого вмісту таніну, залежно від факторів вирощування та процесів виноробства. Сорт винограду призначений для однойменного вина, хоча в регіоні навколо маленького містечка Мецовон в Епірі його змішують з каберне совіньйоном і виробляють столове вино. Вина відомі своїм високим рівнем фруктовості. Після Ксиномавро — це найпоширеніший сорт винограду в Греції.
Червоне вино, виготовлене з цього сорту, має характерну пряність, з нотами сливи. Вино має низьку кислотність, але хорошу плодоносність і забарвлення.
Агіоргітіко зазвичай висаджують у сухий, безплідний ґрунт для стимулювання вироблення дрібнішого, але більш насиченого винограду, що дозріває після середини вересня.

## Історія
Ампелографи вважають, що Агіоргітіко є корінним сортом Греції, можливо, з регіону Арголіди та Коринфії. В Немеї вино, що виробляється з агіоргітико, називається «Кров Геракла».
Ім'я Агіоргітико означає «вино (або виноград) Святого Георгія», що може бути пов'язаним з каплицею Святого Георгія в Немеї або з днем Святого Георгія, який святкується в листопаді після збору винограду деякими православними церквами. Однак, у багатьох грецьких регіонах, де вирощують агіоргітико, день Святого Георгія відмічається у квітні або травні, що ставить під сумнів теорію про походження назви сорту із християнським календарем.

## Типи
Агіоргітико дуже універсальний сорт винограду, з якого можна зробити широкий спектр вина, від світлого рожевого і м'якого фруктового червоного в стилі французького Божоле, до дуже насиченого танінами з прямим, червоним фруктовим ароматом. У своїй іншій крайності вина агіоргітико мають можливість бути з низькою кислотністю, високим вмістом алкоголю та фенолів.